# Piletas
Piletas är en ort i Mexiko.   Den ligger i kommunen Rafael Lucio och delstaten Veracruz, i den sydöstra delen av landet, 230 km öster om huvudstaden Mexico City. Piletas ligger 1 689 meter över havet och antalet invånare är 1 493.
Terrängen runt Piletas är bergig, och sluttar brant österut. Runt Piletas är det ganska tätbefolkat, med 172 invånare per kvadratkilometer. Närmaste större samhälle är Xalapa, 9,1 km sydost om Piletas. Omgivningarna runt Piletas är en mosaik av jordbruksmark och naturlig växtlighet.